# Protaetia pauperata
Protaetia pauperata är en skalbaggsart som beskrevs av Haller 1884. Protaetia pauperata ingår i släktet Protaetia och familjen Cetoniidae. Inga underarter finns listade i Catalogue of Life.